# Mickaël Borot
Mickaël Borot, né le 31 mai 1975 au Robert en Martinique, est un taekwondoïste français

## Carrière sportive
En 1996, remarqué par les entraineurs nationaux lors de sa finale des championnats de France, face à la « figure » du taekwondo français, le champion du Monde Mickaël Meloul, il intègre le haut niveau et le Pôle France d’Aix-en-Provence, où se prépare l’élite nationale. Cette même année, le taekwondo devient discipline olympique. Il voit alors l’opportunité de réaliser son rêve. Le changement se fait ressentir dans son rythme d’entrainement puisqu'il passe de deux sessions par semaine à deux séances par jour six jours sur sept. 
Dans la catégorie mi lourds, 1997 s’avère une année faste où il rafle plusieurs titres dont celui de champion de France.
Paradoxalement, de nombreuses blessures font de 1998 une année noire pour lui. Cependant, souffrant d’une rupture du ligament croisé qu'il dissimule à ses entraineurs, il se montre persévérant au cours de la  préparation des championnats d’Europe. Mickael y décroche la troisième place, sa première médaille internationale. Peu de temps après, il se fait opérer et il s’ensuit deux ans de convalescence après des complications, une descente aux enfers.
De retour sur les aires de combat en 2000, il vécut son premier revers car il n’est pas pris dans l’équipe de France pour disputer la première Coupe du Monde de taekwondo en France.
Ceci l’incite à se recentrer sur sa formation d’éducateur sportif et à entrevoir une possible reconversion professionnelle.
Totalement détaché, il continue à être maitre de sa catégorie les -84 kg et donne un nouveau tournant à sa carrière en remportant la Coupe du Monde au Vietnam devant son maitre qui était présent en tant que chef de la délégation française de taekwondo
Après avoir remporté la Coupe du Monde en 2001, il est champion du Monde universitaire en 2002. Double médaillé d'argent lors des championnats du monde des mi-lourds en 2001 et en 2003, il passe ensuite dans la catégorie supérieure, celle des poids lourds, et gagne la même année les Universiades en Corée. Malheureusement, malgré un olympiade indiscutable en termes de régularité, pour les Jeux olympiques de 2004 d'Athènes, c'est Pascal Gentil qui est sélectionné pour représenter la France, ramenant d'Athènes une médaille de bronze. Fort de cette récompense, Gentil met en parenthèse le sport de haut niveau pour faire de la télé-réalité. Quant à Mickael, il décida de finaliser son Master en sport, management et stratégie d’entreprise débuté en 2003 dans une grande école, l’ESSEC(1)[réf. nécessaire]. Soutenu et poussé par son entourage, il prend finalement la décision de repartir sur une nouvelle olympiade et s'impose en soliste dans la catégorie reine en remportant le championnat d'Europe 2006.
En 2007, en continuant sur cette lancée, il gagne le tournoi de sélection olympique de Manchester, obtenant ainsi un quota olympique pour la France. Cependant, Gentil est revenu en compétitions et c'est celui-ci qui est sélectionné pour le championnat du monde de 2007 par le directeur technique national.
Borot et Gentil s'affrontent durant la saison 2008 pour représenter la France lors des Jeux olympiques de 2008 de Pékin. Finalement, le 8 juillet, c'est Pascal Gentil qui est sélectionné. Cependant ce dernier se blesse à l'entraînement à Vittel le 28 juillet, victime d'une rupture de l'aponévrose plantaire, il est obligé de déclarer forfait officiellement le 6 août 2008, titularisant ainsi de fait Mickaël Borot et faisant vivre plusieurs jours de crise au taekwondo français. C'est en effet à cette occasion pour la première fois que Mickaël Borot critiqua vivement la FFTDA.
Finalement, le parcours de Mickael Borot sera de courte durée. Malgré un combat titanesque, il perd d’un point et est éliminé dès le premier tour par le  double champion du monde en titre malien Daba Modibo Keita.
Après cette aventure olympique, la discipline entame un changement déterminant avec l’arrivée du système électronique. Face à cette [Quoi ?] du système de jeu, Mickael pose les jalons de la redéfinition de mon projet sportif en partant plusieurs fois seul pour s’entrainer au centre d’entrainement iranien. Les résultats ne tardent à se faire ressentir puisqu'il continue à ravir des médailles sur le plan international, vice champion d’Europe par équipe et Médaille de bronze en individuel 2010.
Mais, n’ayant pu qualifier la catégorie en 2012 pour les JO de Londres, il décide de mettre un terme à sa carrière et récupère ainsi son emploi à plein temps en tant que chef de projet à Véolia Environnement.
C'est 2013 que la FFTDA fait appel à lui pour intégrer le staff technique à l'I.N.S.E.P en tant qu'entraineur national responsable des jeunes talents du taekwondo français.
Il suit des études à l'ESSEC Master Sport, Management et Stratégie d'Entreprise, dont il sort diplômé en 2004[source insuffisante].

## Club
- ASC Champigny-sur-Marne

## Palmarès

### Compétition Mondiale Internationale

#### Jeux olympiques
- en 2008 participation aux Jeux olympiques de Pékin en Chine.
- en 2007 à Manchester en Angleterre, tournoi de qualification olympique.

#### Championnats du Monde
- en 2003 à Garmisch-Partenkirchen en Allemagne.
- en 2001 à Jeju en Corée du Sud.

#### Coupe du monde
- en 2001 à Ho Chin Min au Vietnam
- en 2002 à Tokyo au Japon
- en 2006 à Bangkok en Thaïlande, Coupe du Monde par équipe.

### Compétition Continentale

#### Championnats d'Europe
- en 2010 à Saint-Pétersbourg en Russie.
- en 2010 à Bakou en Azerbaïdjan, championnats d'Europe par équipes.
- en 2006 à Bonn en Allemagne.
- en 2004 à Grenoble en France, championnats d'Europe par équipes.
- en 2002 à Samsun en Turquie.
- en 1998 aux Pays-Bas.

### compétitions
- en 2009 à l'Open d'Iran
- en 2006 à l'Open de Hollande
- en 2006 au Tournoi international de Paris
- en 2004 à l'Open du Mexique
- en 2003 à la Coupe du Monde Ibero-Américaine en Espagne
- en 2002 à l'Open de Hollande

### Nationale

#### Championnats de France
- en 2010 à Lyon en France
- en 2006 à Paris en France, en Nationale 1.
- en 2003 à Paris en France
- en 2002 à Paris en France
- en 2001 à Paris en France
- en 2000 à Paris en France
- en 1998 à Lille en France